# Vredens Dag
Vredens Dag és una pel·lícula de l'any 1943 dirigida per Carl Theodor Dreyer i protagonitzada per Thorkild Roose i Lisbeth Movin.

## Argument
Dinamarca, 1623 i a una ciutat de moral estricta. Martin (Preben Lerdorff Rye) visita el seu pare, Absalon Pederssøn (Thorkild Roose), pastor luterà, molt rígid i obsessionat pel pecat. Molt més jove que ell, la segona dona del pastor, Anne Pedersdotter (Lisbeth Movin), odia el seu marit. La passió esclata entre Anne i Martin, mentre la intolerància i la crueltat s'ensenyoreix entre els ciutadans. Una suposada bruixa, l'anciana Herlofs Marte (Anna Svierkier), és amagada per Anne al graner. Descoberta, és torturada i condemnada per un tribunal municipal a morir a la foguera. Llavors, l'anciana declara que temps enrere, Absalon va exculpar de bruixeria a la mare d'Anne, per així poder casar-se amb la noia. Segons la llei, les descendents de bruixes també han d'ésser cremades a una pira.

## Context històric i artístic
Realitzat en plena Segona Guerra Mundial, aquest és un drama intens, rigorós i terrible, visualitzat per Carl Theodor Dreyer de manera anímica, geomètrica i pictòrica, amb Rembrandt i l'escola flamenca en el punt de mira. Escenificat de manera pausada i ombrívola, les austeres formes i els commovedors continguts són regulats pel cineasta danès amb equilibri estètic i emocional. La magnífica fotografia de Karl Andersson conforma els sobris interessos expressius de Dreyer, incondicional perfeccionista dels enquadraments, les composicions de la imatge i l'establiment de la llum. Amb el pretext de relatar la persecució de la bruixeria, el realitzador ajusta una preocupada reflexió sobre la manca d'humanitat i de tolerància. Dreyer, que duia gairebé 13 anys sense rodar i acabava de sobreposar-se d'una malaltia, va sorprendre amb un seguit de qüestions morals (algunes sobre la sexualitat), socials (el paper repressiu de la comunitat) i polítiques. De la mà del dramaturg noruec Hans Wiers-Jenssen, Dreyer també es refereix als condicionants de la por, a la histèria, al fanatisme, la intransigència religiosa i al radicalisme d'una comunitat puritana, plantejant algunes dicotomies entre la mística i la raó, l'esperit i la carnalitat. El passatge més recordat de la pel·lícula és el de la tortura i mort a la foguera de l'anciana Herlofs Marte, a la qual acusen de bruixeria.
Ningú com l'estilista i pensador Dreyer ha sabut administrar millor en cinema els silencis, els sorolls, els diàlegs o la música, per a ell mai emprada com a subratllat, sinó com a absoluta aportació expressiva. No és gens estrany, doncs, que aquest film hagi estat entre els predilectes de Bergman, Truffaut i d'altres cineastes.

## Frases cèlebres
| « | "Mare, he pecat. He pecat contra Déu, li he mentit. Però aquesta és una batalla que he de lliurar sol." (El pastor Absalon Pederssøn, interpretat per Thorkild Roose) | » |

| « | "No hi ha res tan silenciós com un cor que ha deixat de bategar." (Absalon Pederssøn) | » |

| « | "Veig a través de les meues llàgrimes, però ningú no ve a eixugar-les." (Anne Pedersdotter) | » |

| « | "Absalon, abraça'm. Abraça'm i fes-me feliç." (Anne Pedersdotter) | » |

| « | "He de mirar dins meu. Hi tinc molt que parlar amb Déu." (Absalon Pederssøn) | » |

## Curiositats
- Encara que la pel·lícula tracta sobre la caça de bruixes, també conté moltes comparacions subtils entre aquell fenomen i l'actitud dels nazis pel que fa a la tortura i l'interrogatori.[5]

## Errades del film
- La pel·lícula es desenvolupa en l'any 1623, però, al fons de la sala principal i a on gran part de l'acció té lloc, hi ha un gran bagul de fusta amb una inscripció llegible en llatí que mostra que fou fet el 1639.[6]
- Just abans que Martin faci un petó a Anne per primera vegada, ella es troba d'esquena a la finestra quan ell s'hi acosta. A la següent presa, ella és davant de la finestra quan Martin toca la seua espatlla.[6]
- Quan Absalon conversa amb Laurentius en el seu llit de mort, un micròfon és visible a la part superior de la imatge.[6]
- Quan Absalon torna a casa a través del camp, hom pot sentir el vent fort i veure l'herba en moviment entre les dues tanques. No obstant això, l'herba que hi ha més enllà de la tanca més allunyada, només a uns pocs peus de distància, roman immòbil.[6]

## Premis
- 1948: National Board of Review (Millors 10 Pel·lícules de l'Any)[2]